# Головина, Анастасия Ангеловна
Анастасия Ангеловна Головина, в девичестве Николау (в первом браке Берлацкая; 17 октября 1850, Кишинёв — 5 марта 1933, Варна) — болгарская женщина-врач русского происхождения, психиатр; первая женщина-врач Болгарии с высшим образованием и основательница первого детского центра в Варне. Супруга Александра Головина, русского и болгарского чиновника.

## Биография

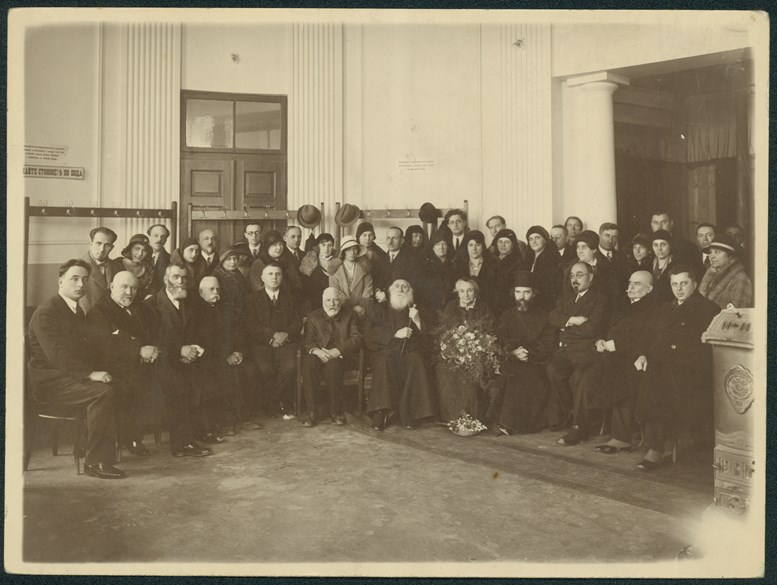
На 80-летии Анастасии Головиной. Слева направо сидят: доктора Ганев и Шишков, двое неизвестных лиц, доктора Божков и Пискюлиев, митрополит Симеон, Анастасия Головина, епископ Андрей, доктора Недялков, Попов и Скорчев. Во втором ряду: доктор Хаджолян, В. Пашев, стоматологи Папазян, Моллов и Кр. Пашев, акушерки Аврамова и Спасова, приёмный сын Юрий Головин, доктор Мишин, Люба Свракова

Родилась 17 октября 1850 года в Кишинёве, в болгарской семье. Отец — Ангел Петрович Николау, городской голова Кишинёва. дед по материнской линии — Кирилл Минков, уроженец Калофера, кишинёвский купец. Окончила французскую школу в родном городе, позже работала стенографисткой. После кончины отца уехала в Цюрих, где поступила в университет и изучала медицину. Была членом русского студенческого революционного движения, за что была отчислена из университета и продолжила обучение в Париже. Окончила Парижский университет в 1878 году, защитила в Сорбонне докторскую диссертацию на тему «Гистологическое изучение стенок артерий», чем впечатлила психиатра Жана Мартена Шарко, и стала первой болгарской женщиной — выпускницей Сорбонны.
Затем Анастасия переехала в Болгарию, где работала как врач-психиатр в разных организациях: сотрудником службы здравоохранения Тырновской общины, врачом 1-й Софийской гимназии для девочек и врачом-ординатором в Александровской больнице. В 1888 году работала в Пловдиве, затем вернулась в Варну, где работала в 1889—1893 годах. Участница обеих Балканских войн и Первой мировой войны. Член Варненского археологического общества и женского благотворительного общества «Милосердие». Награждена почётным знаком Болгарского Красного Креста в 1922 году.

## Исследовательская деятельность
Головина интересовалась предпосылками и симптомами различных психических расстройств, описывая такие заболевания, как идиотия, мания величия, деменция, болезнь Хантингтона и т. д. Её нововведения применялись судебно-медицинскими экспертами в Болагрии при вскрытии и уточнении причин смерти. Головина является автором множества научных и научно-популярных работ в области медицины, опубликованных в болгарских и зарубежных изданиях.

## Благотворительность
Головина занималась общественной и благотворительной деятельностью. В 1915 году как председатель Женского благотворительного общества «Милосердие» поддержала открытие сиротского приюта в Варне. В 1919 году сделала пожертвование в память о своём муже Александре Фёдоровиче Головине для содержания малоимущих и талантливых учеников Варненской мужской гимназии имени Фердинанда I. 27 мая 1919 года её усилиями открыт благотворительный фонд. Управляла учительским советом гимназии, её фонд был включён в состав фонда «Завещатели и дарители». К 1944 году в фонде было 13 350 болгарских левов. До 1940 года фонд ежегодно выделял помощь в размере от 380 до 780 левов в помощь малоимущим воспитанникам Варненской мужской гимназии: среди получателей помощи были Тодор Стоичков, Георги Трыпчев, Янаки Ватев, Иван Добрев и др. В 1941—1943 годах средства не выделялись, в 1948 году фонд был закрыт.
В 1927 году её дом был подарен филиалу Союза защиты детей в Варне, а в доме была открыта медицинская консультация для детей, где проводились курсы медицинской грамотности для молодых девушек и матерей. Консультацию поддерживало благотворительное общество «Доктор Анастасия Головина», основанное 12 декабря 1933 года (в нём участвовал приёмный сын Анастасии, Юрий) и доставлявшее еду и одежду нуждающимся детям и бедным беременным женщинам. В конце жизни часть средств Анастасии Головиной была передана школе г. Белорецк (Башкирская АССР), где учился её супруг Александр; переписка с князем Александром I Баттенбергом и другими политическими деятелями была передана Национальной библиотеке Святых Кирилла и Мефодия. Значительная часть медицинской литературы завещана Варненской городской библиотеке имени Пенчо Славейкова.